# Füleki köztemető
A Füleki köztemető a mai napig is működő temető Füleken, Szlovákiában

## Története
Mivel már Fülek egyetlen temetője ( a Füleki ótemető ) már nem volt képes több elhunytat fogadni, ezért 1869-ben megkezdődött a terület felmérése. 

## Híres halottak
- Gróf Czebrián István
- Czebrián Mária grófnő
- Kovács István honvéd százados 1848-ban